# Хмелівка (Коростенський район)
Хмелі́вка (до 05.08.1960 року Радоробель) — село в Україні, в Коростенському районі Житомирської області. Входить до складу Олевської міської громади. Населення становить 379 осіб.

## Географія
Селом протікає річка Уборть, права притока Прип'яті.
На південно-західній стороні від села річка Глибока Велика впадає в Уборть. Через північно-східну оклолицю села протікає річка Родоробель, яка за межами села впадає у річку Уборть.

## Назва
Село Радоробель походить від назви річки, яка протікає понад селом, річка Радоробель є лівою притокою р. Уборть. Прототипом назви є валійське слово rhaeadr·awl ‘водоспадна, порожиста, гучна, як водоспад’, від валійського rhaeadr ‘поріг, каскад’. Назва є свідченням кельтського минулого краю.
1960 року Радоробель перейменовано на Хмелівку.

## Історія
1906 року слобода Радоробель Юрівської волості Овруцького повіту Волинської губернії. Відстань від повітового міста 90 верст, від волості 15. Дворів 16, мешканців 142.

## Населення
Згідно з переписом УРСР 1989 року чисельність наявного населення села становила 372 особи, з яких 160 чоловіків та 212 жінок.
За переписом населення України 2001 року в селі мешкало 379 осіб.

### Мова
Розподіл населення за рідною мовою за даними перепису 2001 року:
| Мова       | Відсоток |
| ---------- | -------- |
| українська | 98,42 %  |
| російська  | 1,06 %   |
| білоруська | 0,53 %   |